# Cuerno de pólvora

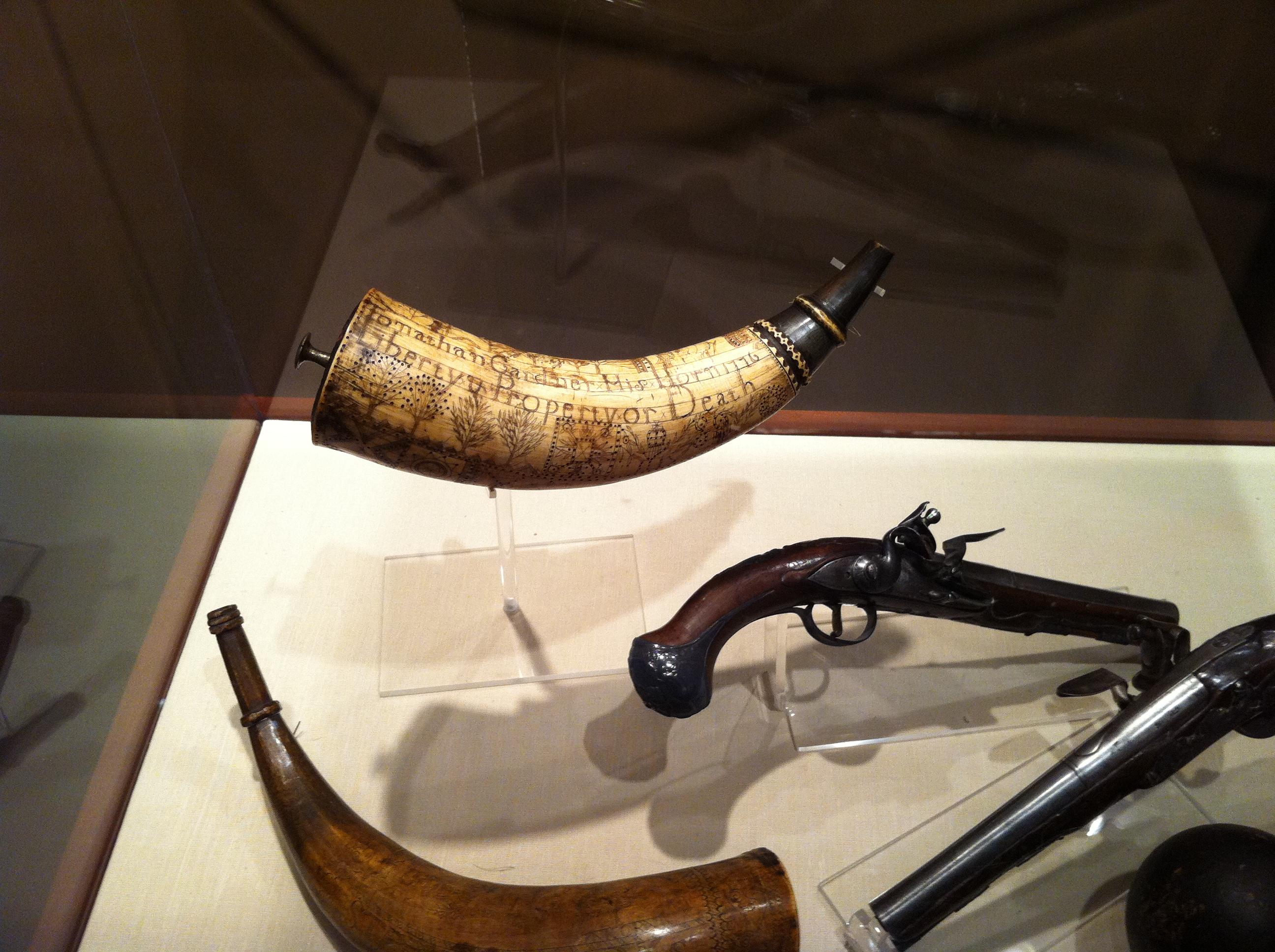
Cuernos de pólvora grabados de la Revolución de las Trece Colonias en el Museo Concord.

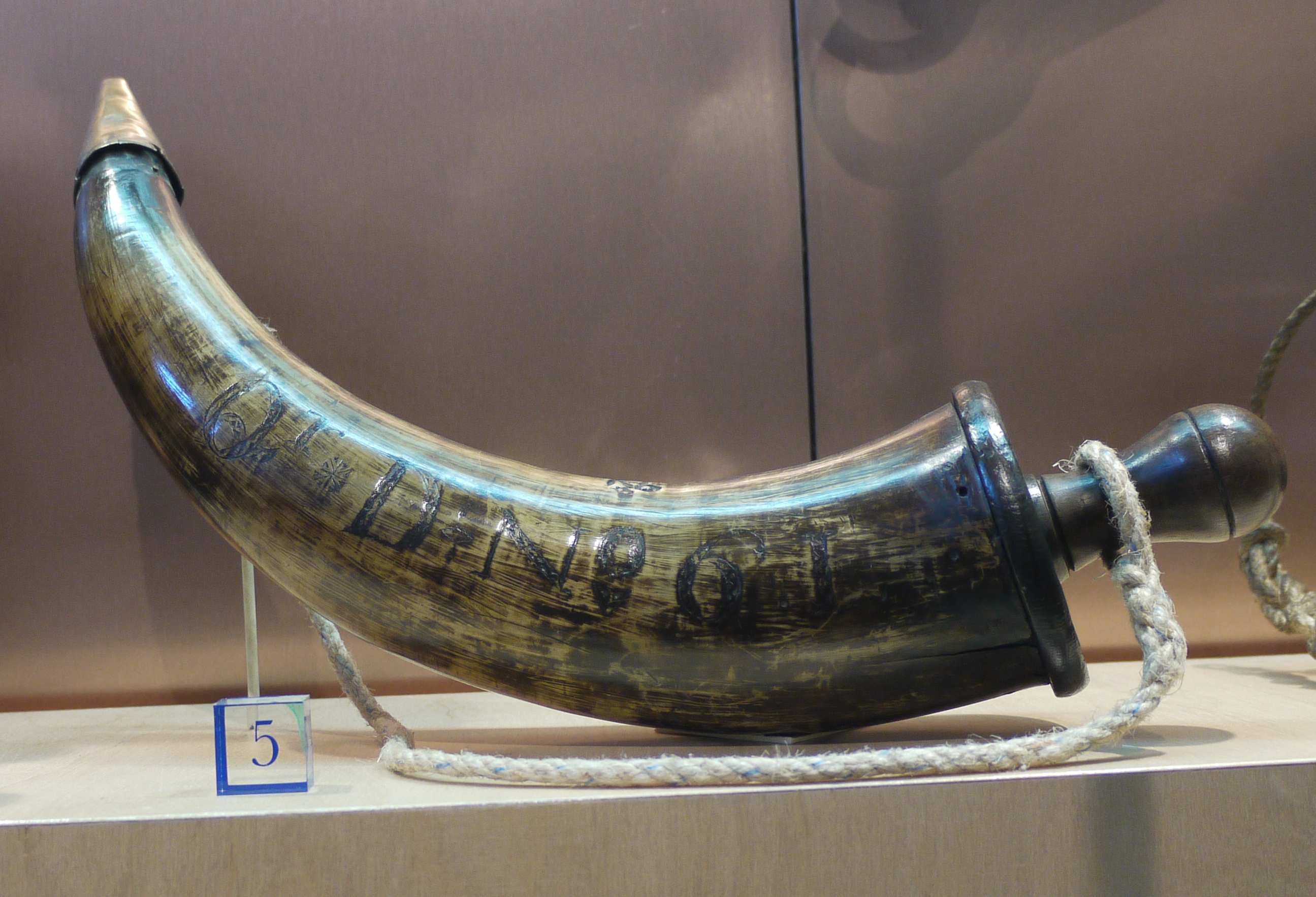
Cuerno de pólvora de la Marina Real británica con grabado.

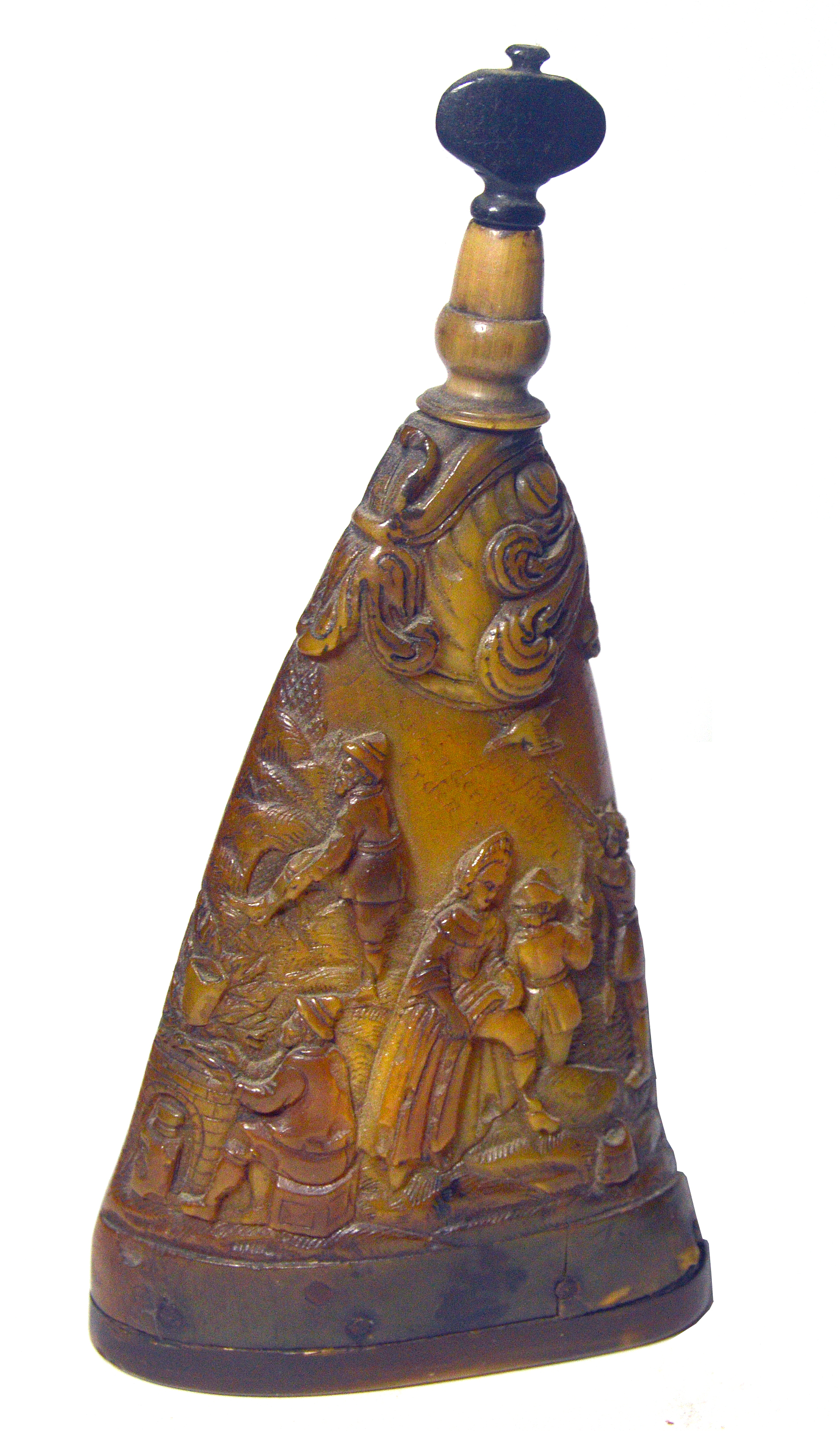
Cuerno de pólvora alemán tallado, c. 1700.

Un cuerno de pólvora es un recipiente para la pólvora que generalmente se creaba a partir de un cuerno de vaca, buey o búfalo. El término también puede usarse para cualquier contenedor personal de pólvora, aunque frasco de pólvora es el término estrictamente correcto.

## Características
Por lo general, había un tapón en ambos extremos, en ejemplos posteriores con resorte para cerrar automáticamente por seguridad. La boca ancha se utilizaba para rellenar, mientras que el polvo se dispensaba por la punta estrecha. En algunos casos se cerraba la punta y se utilizaba la boca para ambos, con un dosificador de polvo, una especie de pala que se utilizaba para dispensar el polvo, y en otros se abrían ambos extremos y se utilizaba el cuerno meramente como embudo. Por lo general, el cuerno se sujetaba con una correa larga y se colgaba del hombro.
El interior y el exterior de un cuerno de pólvora a menudo se pulían para hacerlo translúcido y así el soldado pudiera ver cuánta pólvora le quedaba. El uso de cuernos de animales junto con piezas de metales no ferrosos aseguró que el polvo no fuera detonado por chispas durante el almacenamiento y la carga. El cuerno también era naturalmente impermeable y ya estaba hueco por dentro.

## Razones de uso
Aunque las formas de cartuchos de papel preenvasados se remontan a la Edad Media, su costo adicional y poco beneficio para los usuarios civiles desalentaron su adopción generalizada, excepto para el servicio de la milicia. Por ejemplo, el 19 de abril de 1775, en Lexington y Concord, muchos civiles utilizaron de forma rutinaria cartuchos de papel en el día inaugural de la Revolución de las Trece Colonias. De manera similar, los soldados británicos llevaban cajas de cartuchos con 36 cartuchos de papel. La ventaja de los cartuchos de papel era la velocidad; Con cartuchos de papel eran posibles de 3 a 4 disparos por minuto. Medir cada carga antes de disparar redujo la velocidad de disparo a aproximadamente un disparo por minuto.
Había otros métodos, incluidas pequeñas bolsas de tela que contenían la cantidad correcta de pólvora para un solo disparo, que podían llevarse en una bandolera (lo que también requería un contenedor como suministro para rellenar). Una preocupación de seguridad importante era que al recargar un arma de avancarga poco después de un disparo, podrían quemarse pequeños trozos de guata en la boca, lo que provocaría que la nueva carga de pólvora se encendiera como un destello. Mientras ninguna parte del cargador estuviera orientada hacia el extremo del cañón, esto no era peligroso en sí mismo, pero si una chispa alcanzaba el suministro principal del frasco de pólvora, era probable que se produjera una explosión fatal. Se tomaron diversas precauciones, tanto en el diseño como en el uso de las medidas de pólvora utilizadas con los matraces, o en los propios matraces, para evitar que esto sucediera.
Los cuernos de pólvora también cumplían el importante propósito de mantener seca la pólvora negra. Comenzaron a ser sustituidos por matraces de cobre en el siglo XIX.
Los cuernos de pólvora también se utilizaron para cebar grandes cañones navales y en operaciones de voladura; aparentemente, a veces la forma de cuerno era simplemente una forma conveniente de embudo en tales casos, y estaba abierta en ambos extremos y no se usaba como recipiente.

## Decoración
En Estados Unidos, con algunas excepciones, se han conservado en colecciones privadas varios cuernos de época que datan de la guerra franco-india durante la Revolución de las Trece Colonias y más allá. Muchos ejemplos decorados arrojan luz sobre la vida y la historia de las personas que los utilizaron y pueden clasificarse como un medio de arte folclórico.
Los cuernos de pólvora a menudo estaban decorados, la mayoría de las veces con grabados, formando una forma de scrimshaw, que a veces se complementaba con color.

## Caída en desuso
El cuerno de pólvora quedó obsoleto por las innovaciones aportadas por Hall, Sharps, Spencer y el desarrollo posterior de cartuchos autónomos que fueron desarrollados y comercializados con éxito por Oliver Winchester, después de lo cual los cartuchos metálicos fabricados se convirtieron en estándar.